# Antonio Ximenes
Antonio Ximenes (Palermo, 18 aprile 1827 – Roma, 8 settembre 1896) è stato uno scultore e disegnatore italiano.

## Biografia
Ximenes nasce da Don Michele e Donna Maria Felicia Zenit in una nobile famiglia palermitana di origini spagnole. 
Ad appena ventidue anni, fu Capitano nell'esercito rivoluzionario siciliano durante i moti del 1848. Ebbe parte attiva nel Risorgimento. Padre del più famoso Ettore Ximenes, avuto con la moglie Giulia Tolentino, iniziò a scolpire a quarantadue anni da autodidatta. Dalla moglie, una nobildonna palermitana per metà irlandese, oltre ad Ettore, ebbe altri figli, tutti, tranne uno, noti artisti e intellettuali: Eduardo Ximenes, Enrico Emilio Ximenes, Eliodoro, Empedocle ed Ernesto, quest'ultimo l'unico che non seguì le orme paterne. La sua prima opera fu il San Giovanni Battista decollato che il Lo Forte definì una "stupenda esecuzione". Continuò in seguito a realizzare molte opere e nel 1873 partecipò all'Esposizione Universale di Vienna con l'opera Prometeo. Un'altra importante opera dello Ximenes è costituita dallo Scudo del Generale Garibaldi, tuttora conservato al museo capitolino.
Morì l'8 settembre 1896 a Roma, dove è sepolto presso la tomba di famiglia al Cimitero del Verano.